# Elisabeth Joris
Elisabeth Joris (* 1946, zeitweise Elisabeth Seiler-Joris, in Visp) ist eine Schweizer Historikerin.

## Leben
Joris wuchs in Visp auf und lebt seit 1966 in Zürich. Sie studierte Geschichte und französische Literaturgeschichte an der Universität Zürich. 1980 schloss sie bei Rudolf Braun mit dem Lizenziat ab. Sie war Mitgründerin der Gruppe Kritisches Oberwallis und der oppositionellen Walliser Publikation Rote Anneliese.
Sie arbeitete von 1972 bis 2010 als Mittelschullehrerin und publizierte als freischaffende Historikerin zahlreiche Beiträge zur Frauen- und Geschlechtergeschichte der Schweiz. 1986 hat sie mit Heidi Witzig eine pionierhafte Quellensammlung zur Frauengeschichte der Schweiz herausgegeben. Seit Mitte der 1990er Jahre unterrichtete sie auch immer wieder als Dozentin an Hochschulen und Universitäten der Schweiz und war Mitherausgeberin der feministischen Zeitschrift Olympe. Feministische Arbeitshefte zur Politik. 2010 wurde Elisabeth Joris an der Universität Zürich promoviert.
Von 2002 bis 2007 verantwortete sie ein wissenschaftliches Forschungsprojekt zum Thema Tunnelbau und Gender der Schweizerischen Kulturstiftung Pro Helvetia. Ausserdem war sie häufig begleitende Beraterin bei Ausstellungen, Dokumentar- und Spielfilmen, so beispielsweise beim Film Die Göttliche Ordnung von Petra Volpe oder der Ausstellung im Schweizerischen Nationalmuseum zu 50 Jahre Frauenstimmrecht Frauen.Rechte.
Joris ist Mitglied im Verein Klimaseniorinnen Schweiz.
Elisabeth Joris ist verheiratet und hat zwei Kinder.

## Ehrungen
- 1987: Ehrengabe des Kantons Zürich (zusammen mit Heidi Witzig)
- 2017: Ehrung zum 102. Geburtstag der Internationalen Frauenliga für Frieden und Freiheit WILPF für die Leistung auf dem Gebiet der Erforschung der Frauen- und Geschlechtergeschichte im 19. Und 20. Jahrhundert.[9]
- 2018: Kulturpreis des Schweizerischen Gewerkschaftsbundes
- 2020: Ehrendoktorat der Philosophischen Fakultät der Universität Zürich[10]
- 2023: Stadttaler der Stadt Zürich[11]

## Schriften (Auswahl)
Als Autorin
- Elisabeth Seiler-Joris: Sozialer Wandel im Oberwallis in der zweiten Hälfte des neunzehnten Jahrhunderts. Zürich 1979 (Lizenziatsarbeit, Universität Zürich, 1980).
- mit Heidi Witzig: Brave Frauen, aufmüpfige Weiber: Wie sich die Industrialisierung auf Alltag und Lebenszusammenhänge von Frauen auswirkte (1820–1940). Chronos, Zürich 1992.
- mit Adrian Knoepfli: Eine Frau prägt eine Firma: Zur Geschichte von Firma und Familie Feller. Chronos, Zürich 1996.
- Liberal und eigensinnig: Die Pädagogin Josephine Stadlin – die Homöopathin Emilie Paravicini-Blumer. Handlungsspielräume von Bildungsbürgerinnen im 19. Jahrhundert. Chronos, Zürich 2010 (Dissertation, Universität Zürich, 2010).
- mit Martin Widmer: Mutters Museum. Das Oberhaus und die ländliche Oberschicht am Zürichsee. Hier und Jetzt, Zürich 2021.

Als Herausgeberin
- mit Heidi Witzig: Frauengeschichte(n): Dokumente aus zwei Jahrhunderten zur Situation der Frauen in der Schweiz. Limmat, Zürich 1986. Neuauflage, erweiterte Fassung (2021).[12]
- mit Katrin Rieder und Béatrice Ziegler: Tiefenbohrungen: Frauen und Männer auf den grossen Tunnelbaustellen der Schweiz, 1870–2005. Hier + jetzt, Baden 2006.
- mit Erika Hebeisen, Angela Zimmermann: Zürich 68: Kollektive Aufbrüche ins Ungewisse. Hier + jetzt, Baden 2008.
- mit Renate Wegmüller: „Stimmen, wählen und gewählt zu werden sei hinfort unsere Devise und unser Ziel“. Kurze Geschichte des Frauenstimmrechts in Quellen. eFeF, Wettingen 2011.
- mit Bruno Meier, Martin Widmer: Historische Begegnungen. Biografische Essays zur Schweizer Geschichte. Hier + jetzt, Baden 2014.
- mit Rita Schmid: Damit der Laden läuft. Ein kritischer Blick in die scheinbar vertraute Welt des Detailhandels. Rotpunktverlag, Zürich 2019.